# Левашко, Валентин Иванович
Валентин Иванович Левашко — советский хозяйственный и государственный деятель, лауреат Государственной премии СССР за выдающиеся достижения в труде.

## Биография
Родился в 1940 году в Ленинграде в рабочей семье. Член КПСС с 1968 года.
В 1957—1991 годах — слесарь-инструментальщик завода «Электрик».
Особо отличился при выполнении особо важного заказа — создании серии специализированных сварочных машин для оснащения зерноуборочных комбайнов «Дон-1500». Левашко лично изготовил 10 единиц высокопроизводительной оснастки, выполнил первые формы для литья по выплавляемым моделям, контролировал все операции технологического процесса.
За большой личный вклад в изыскание и использование резервов роста производства и повышения его эффективности был в составе коллектива удостоен Государственной премии СССР за выдающиеся достижения в труде 1984 года.
Жил в Санкт-Петербурге.

## Награды
- Орден Ленина
- Орден Трудового Красного Знамени